# Abierto Mexicano de Tenis 2004 - Qualificazioni singolare maschile
Le qualificazioni del singolare maschile dell'Abierto Mexicano de Tenis 2004 sono state un torneo di tennis preliminare per accedere alla fase finale della manifestazione. I vincitori dell'ultimo turno sono entrati di diritto nel tabellone principale. In caso di ritiro di uno o più giocatori aventi diritto a questi sono subentrati i lucky loser, ossia i giocatori che hanno perso nell'ultimo turno ma che avevano una classifica più alta rispetto agli altri partecipanti che avevano comunque perso nel turno finale.
Le qualificazioni del torneo prevedevano 16 partecipanti di cui 4 sono entrati nel tabellone principale.

## Teste di serie
1. Dick Norman (Qualificato)
2. Olivier Patience (Qualificato)
3. Ricardo Mello (ultimo turno)
4. Jeff Salzenstein (Qualificato)

1. Franco Squillari (ultimo turno)
2. Federico Browne (ultimo turno)
3. Marc López (Qualificato)
4. Vincenzo Santopadre (ultimo turno)

## Qualificati
1. Dick Norman
2. Olivier Patience

1. Marc López
2. Jeff Salzenstein

## Tabellone

### Legenda
| - Q = Qualificato - WC = Wild card - LL = Lucky loser | - ALT = Alternate - SE = Special Exempt - PR = Protected Ranking | - w/o = Walkover - r = Ritirato - d = Squalificato |

### Sezione 1
|  | Primo turno | Primo turno       | Primo turno       | Primo turno | Primo turno |  |  | Ultimo turno | Ultimo turno    | Ultimo turno    | Ultimo turno | Ultimo turno |  |
|  |             |                   |                   |             |             |  |  |              |                 |                 |              |              |  |
|  | 1           | Dick Norman       | Dick Norman       | 7           | 6           |  |  |              |                 |                 |              |              |  |
|  |             | Sergio Roitman    | Sergio Roitman    | 64          | 1           |  |  | 1            | Dick Norman     | Dick Norman     | 7            | 7            |  |
|  | 6           | Federico Browne   | Federico Browne   | 6           | 6           |  |  | 6            | Federico Browne | Federico Browne | 610          | 63           |  |
|  |             | Santiago González | Santiago González | 3           | 4           |  |  |              |                 |                 |              |              |  |

### Sezione 2
|  | Primo turno | Primo turno      | Primo turno      | Primo turno | Primo turno |  |  | Ultimo turno | Ultimo turno     | Ultimo turno     | Ultimo turno | Ultimo turno |  |
|  |             |                  |                  |             |             |  |  |              |                  |                  |              |              |  |
|  | 2           | Olivier Patience | 7                | 4           | 6           |  |  |              |                  |                  |              |              |  |
|  |             | Daniel Köllerer  | 5                | 6           | 1           |  |  | 2            | Olivier Patience | Olivier Patience | 7            | 5            |  |
|  | 5           | Franco Squillari | Franco Squillari | 6           | 6           |  |  | 5            | Franco Squillari | Franco Squillari | 6            | 2r           |  |
|  |             | Diego Veronelli  | Diego Veronelli  | 3           | 1           |  |  |              |                  |                  |              |              |  |

### Sezione 3
|  | Primo turno | Primo turno      | Primo turno     | Primo turno | Primo turno |  |  | Ultimo turno | Ultimo turno  | Ultimo turno | Ultimo turno | Ultimo turno |  |
|  |             |                  |                 |             |             |  |  |              |               |              |              |              |  |
|  | 3           | Ricardo Mello    | 4               | 6           | 6           |  |  |              |               |              |              |              |  |
|  |             | Alessio Di Mauro | 6               | 4           | 4           |  |  | 3            | Ricardo Mello | 2            | 6            | 3            |  |
|  | 7           | Marc López       | Marc López      | 6           | 6           |  |  | 7            | Marc López    | 6            | 4            | 6            |  |
|  |             | Bruno Echagaray  | Bruno Echagaray | 1           | 3           |  |  |              |               |              |              |              |  |

### Sezione 4
|  | Primo turno | Primo turno         | Primo turno         | Primo turno | Primo turno |  |  | Ultimo turno | Ultimo turno        | Ultimo turno        | Ultimo turno | Ultimo turno |  |
|  |             |                     |                     |             |             |  |  |              |                     |                     |              |              |  |
|  | 4           | Jeff Salzenstein    | 7                   | 4           | 6           |  |  |              |                     |                     |              |              |  |
|  |             | Jiří Vaněk          | 5                   | 6           | 2           |  |  | 4            | Jeff Salzenstein    | Jeff Salzenstein    | 6            | 7            |  |
|  | 8           | Vincenzo Santopadre | Vincenzo Santopadre | 6           | 6           |  |  | 8            | Vincenzo Santopadre | Vincenzo Santopadre | 3            | 62           |  |
|  |             | Luis-Manuel Flores  | Luis-Manuel Flores  | 4           | 4           |  |  |              |                     |                     |              |              |  |